# Cantone di Boussières
Il Cantone di Boussières era una divisione amministrativa dell'arrondissement di Besançon.
A seguito della riforma approvata con decreto del 25 febbraio 2014, che ha avuto attuazione dopo le elezioni dipartimentali del 2015, è stato soppresso.

## Composizione
Comprendeva i comuni di:
- Abbans-Dessous
- Abbans-Dessus
- Avanne-Aveney
- Boussières
- Busy
- Byans-sur-Doubs
- Grandfontaine
- Larnod
- Montferrand-le-Château
- Osselle
- Pugey
- Rancenay
- Roset-Fluans
- Routelle
- Saint-Vit
- Thoraise
- Torpes
- Velesmes-Essarts
- Villars-Saint-Georges
- Vorges-les-Pins